# Крезю
Крезю (фр. Crésuz) — громада  в Швейцарії в кантоні Фрібур, округ Грюєр.

## Географія
Громада розташована на відстані близько 45 км на південний захід від Берна, 21 км на південь від Фрібура.
Крезю має площу 1,8 км², з яких на 23,3% дозволяється будівництво (житлове та будівництво доріг), 33,9% використовуються в сільськогосподарських цілях, 35% зайнято лісами, 7,8% не є продуктивними (річки, льодовики або гори).

## Демографія
2019 року в громаді мешкало 398 осіб (+34,9% порівняно з 2010 роком), іноземців було 19,6%. Густота населення становила 222 осіб/км².
За віковим діапазоном населення розподілялося таким чином: 19,3% — особи молодші 20 років, 55% — особи у віці 20—64 років, 25,6% — особи у віці 65 років та старші. Було 196 помешкань (у середньому 2 особи в помешканні).